# Pacte de l’Est
Pacte de l’Est, auch Pacte oriental, (deutsch etwa Pakt des Ostens) war im letzten Jahrzehnt der Zwischenkriegszeit vor Kriegsausbruch eine außenpolitische Initiative der Republik Frankreich in Europa. Sie entstand 1934 am Quai d’Orsay unter Außenminister Louis Barthou und scheiterte noch im selben Jahr.
Nach der Machtergreifung der Nationalsozialisten im Januar 1933 und dem deutschen Austritt aus dem Völkerbund und der Genfer Abrüstungskonferenz im Oktober desselben Jahres war klar, dass Frankreich neue Mittel brauchte, um sich gegen das Deutsche Reich und seinen unverhohlenen Vertragsrevisionismus zu wehren.
Daher erarbeitete das französische Außenministerium im April 1934 ein Konzept für ein Vertragssystem, mit dem man Deutschland kontrollieren könnte. Der Grundgedanke war, ein „östliches Locarno“, das heißt, ein diesem Vertragssystem von 1925 ähnliches Sicherheitsbündnis auch für Mittel- und Osteuropa zu schaffen. Als Partnernationen fasste man neben Frankreich und Deutschland die Sowjetunion und die Staaten Ostmitteleuropas von der Republik Finnland über Estland, Litauen und Lettland bis zu Polen und Tschechoslowakei ins Auge. Zwar schien die Aufnahme der Sowjetunion in den Völkerbund 1934 eine Chance für einen solchen Pakt zu bieten, doch Polen, das seit dem Polnisch-Sowjetischen Krieg (1919–1921) mit seinem östlichen Nachbarn verfeindet war, zögerte die Verhandlungen immer weiter hinaus. Deutschland lehnte die Teilnahme rundheraus ab. Nach Einschätzung des französischen Historikers Jean-Baptiste Duroselle war der Pacte de l’Est schon Ende September 1934 „praktisch tot“. Von nun an setzte Barthou auf einen Mittelmeerpakt, der das faschistische Italien und das Königreich Jugoslawien umfassen sollte. Nach Barthous Ermordung am 9. Oktober 1934 setzte sein Nachfolger Pierre Laval, wenn auch eingeschränkt, den Versuch fort, ein Bündnissystem gegen das nationalsozialistische Deutschland zustande zu bringen.